# The Cure (Album)
The Cure ist das selbstbetitelte zwölfte Studioalbum der englischen Band The Cure. Es erschien im Juni 2004 bei Geffen Records.

## Geschichte
Nachdem der Plattenvertrag mit Fiction Records ausgelaufen war, unterschrieben The Cure einen Vertrag über drei Alben bei Geffen.
Als Co-Produzent wirkte erstmals Ross Robinson an einem Studioalbum der Gruppe mit. Im Vergleich zu den bisherigen Alben der Band wirkte The Cure musikalisch härter, was dem Einfluss von Ross Robinson zugeschrieben wird.
Die Illustrationen auf dem Cover stammen von Robert Smiths Nichten und Neffen. Zum Entstehungszeitpunkt waren diese im Kindesalter und wussten nicht, wofür die Zeichnungen verwendet werden sollten. Smith bat sie um Zeichnungen zum Thema Gute Träume – Böse Träume und wählte daraus einige für das Cover aus.

## Kritik
Auf der Webseite von Allmusic bekam das Album 3 von 5 Sternen. Das Album enthalte Musik, die man „einfach genießen“ könne. Dennoch sei The Cure „die Art von Album, die in den Regalen der Hardcore-Fans steht und nur gelegentlich seinen Weg in die Stereoanlage findet.“
Der Rolling Stone gab The Cure 4 von 5 Sternen und urteilte, es enthalte The Cures „leidenschaftlichste Musik seit Disintegration“.

## Titelliste
Alle Stücke wurden von Perry Bamonte / Jason Cooper / Simon Gallup / Roger O’Donnell / Robert Smith geschrieben.
1. Lost – 4:07
2. Labyrinth – 5:14
3. Before Three – 4:40
4. The End of the World – 3:44
5. Anniversary – 4:22
6. Us or Them – 4:09
7. alt.end – 4:30
8. (I Don’t Know What’s Going) On – 2:57
9. Taking Off – 3:19
10. Never – 4:04
11. The Promise – 10:21
12. Going Nowhere – 3:28

## Kommerzieller Erfolg

### Chartplatzierungen
| ChartsChartplatzierungen       | Höchstplatzierung | Wochen |
| ------------------------------ | ----------------- | ------ |
| Deutschland (GfK)              | 3 (9 Wo.)         | 9      |
| Österreich (Ö3)                | 12 (8 Wo.)        | 8      |
| Schweiz (IFPI)                 | 5 (10 Wo.)        | 10     |
| Vereinigte Staaten (Billboard) | 7 (11 Wo.)        | 11     |
| Vereinigtes Königreich (OCC)   | 8 (6 Wo.)         | 6      |

### Singles
| Jahr | Titel                | Höchstplatzierung, Gesamtwochen, AuszeichnungChartplatzierungen (Jahr, Titel, , Platzierungen, Wochen, Auszeichnungen, Anmerkungen) | Höchstplatzierung, Gesamtwochen, AuszeichnungChartplatzierungen (Jahr, Titel, , Platzierungen, Wochen, Auszeichnungen, Anmerkungen) | Höchstplatzierung, Gesamtwochen, AuszeichnungChartplatzierungen (Jahr, Titel, , Platzierungen, Wochen, Auszeichnungen, Anmerkungen) | Anmerkungen                                                                          |
| Jahr | Titel                | DE | CH | UK | Anmerkungen                                                                          |
| ---- | -------------------- | --- | --- | --- | ------------------------------------------------------------------------------------ |
| 2004 | The End of the World | DE47 (5 Wo.)DE | CH95 (1 Wo.)CH | UK25 (4 Wo.)UK | Erstveröffentlichung: 5. Juli 1004 B-Seite: This Morning, Fake                       |
| 2004 | Alt.End              | — | — | — | Erstveröffentlichung: 12. Oktober 1004 B-Seite: Why Can’t I Be Me?, Your God Is Fear |
| 2004 | Taking Off           | DE73 (4 Wo.)DE | — | UK39 (2 Wo.)UK | Erstveröffentlichung: 18. Oktober 2004 B-Seite: Why Can’t I Be Me?, Your God Is Fear |

### Auszeichnungen für Musikverkäufe
| Land/Region                  | Auszeichnungen für Musikverkäufe (Land/Region, Auszeichnung, Verkäufe) | Verkäufe |
| ---------------------------- | ---------------------------------------------------------------------- | -------- |
| Vereinigtes Königreich (BPI) | Silber                                                                 | 60.000   |
| Insgesamt                    | 1× Silber ·                                                            | 60.000   |